# Гольднер, Юлиус
Юлиус Гольднер (нем. Julius Goldner; ок. 1841/42 — 14 января 1898 г.) — оптовый филателистический дилер XIX века в Гамбурге, известный в связи с изготовлением большого количества «репринтов», называемых другими подделками, почтовых марок Гамбурга и других государств.
Гольднер начал свою деятельность в 1868 году, заплатив почтовому служащему, чтобы он сделал оттиск почтового штемпеля отправления на некотором количестве остатков почтовых марок Гамбурга, которые затем были проданы как прошедшие почту марки. Затем он перешёл к изготовлению частных «репринтов» почтовых марок Гамбурга, Гелиголанда и Бергедорфа. Он был также основным звеном сбыта поддельных марок Трансвааля, изготовленных Адольфом Отто. В 1890-е годы он изготовил подделки почтовых марок Эквадора и Романьи.
Деловая практика Гольднера, хотя в настоящее время считается неэтичной или непосредственно преступной, была более приемлемой в первые дни существования филателии, когда ещё не были сформулированы чёткие этические принципы. Отмечая смерть Гольднера, Чарльз Филлипс описал его как «уважаемого коллегу», с которым фирма Стэнли Гиббонс вела дела более двадцати лет, отметив, что он торговал «обычными марками в очень больших количествах», и выделив «миллионы» гелиголандских «репринтов», изготовленных Гольднером.
Гольднера пережили его жена и сын Людвиг, который продолжил вести бизнес под тем же именем.